# Larksville
Larksville é um distrito localizado no estado norte-americano de Pensilvânia, no Condado de Luzerne.

## Demografia
Segundo o censo norte-americano de 2000, a sua população era de 4694 habitantes.
Em 2006, foi estimada uma população de 4500, um decréscimo de 194 (-4.1%).

## Geografia
De acordo com o United States Census Bureau tem uma área de
12,7 km², dos quais 12,3 km² cobertos por terra e 0,4 km² cobertos por água.

## Localidades na vizinhança
O diagrama seguinte representa as localidades num raio de 4 km ao redor de Larksville.